# Haus Matthéy

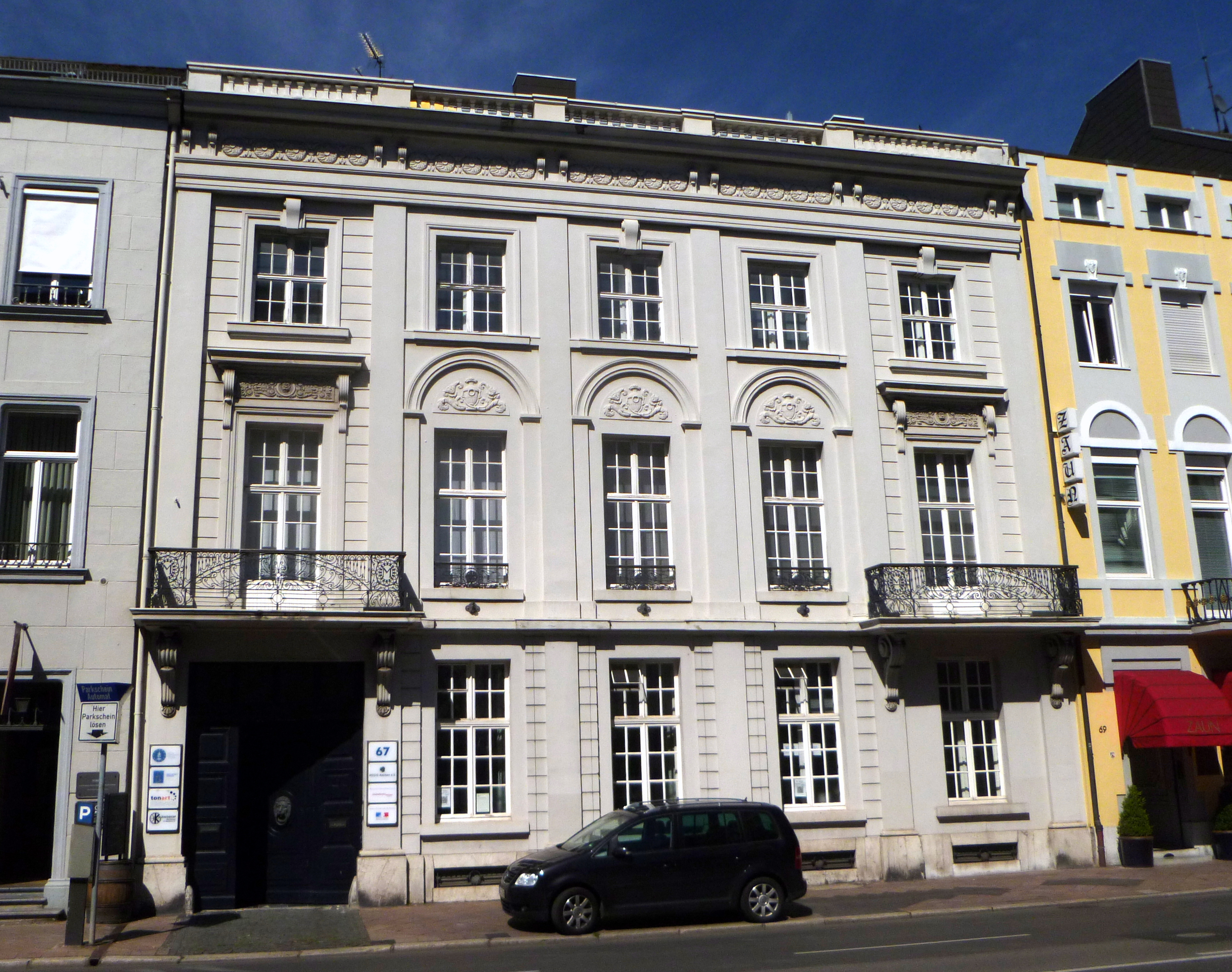
Haus Matthéy 2014

Das Haus Matthéy ist ein unter Denkmalschutz stehendes Gebäude in der Theaterstraße in Aachen mit der Hausnummer 67. Das ursprüngliche Gebäude wurde 1834 von Adam Franz Friedrich Leydel im Auftrag des Tuchfabrikanten Heinrich Anton Deusner (1787–1870), eines Sohnes des aus dem Raum Frankfurt am Main stammenden und in Aachen tätigen Tuchfabrikanten und Politikers Christian Friedrich Deusner (1756–1844), als repräsentative Stadtvilla im klassizistischen Stil erbaut. Von dieser existiert lediglich die heute original eingearbeitete Fassade. Das Haus trägt seinen Namen nach dem letzten Privatbesitzer, dem Textilkaufmann und Kunstsammler Teo Matthéy (1901–1989). Das viele Jahre weitgehend leerstehende Gebäude wurde im Juni 2019 durch Erbbaurecht von dem Ehepaar Volker und Andera Gadeib übernommen. Von 2019 bis Juni 2022 wurde das Stadtpalais aufwändig denkmalgerecht saniert und zum Sitz der Firma Dialego AG umgebaut.

## Geschichte

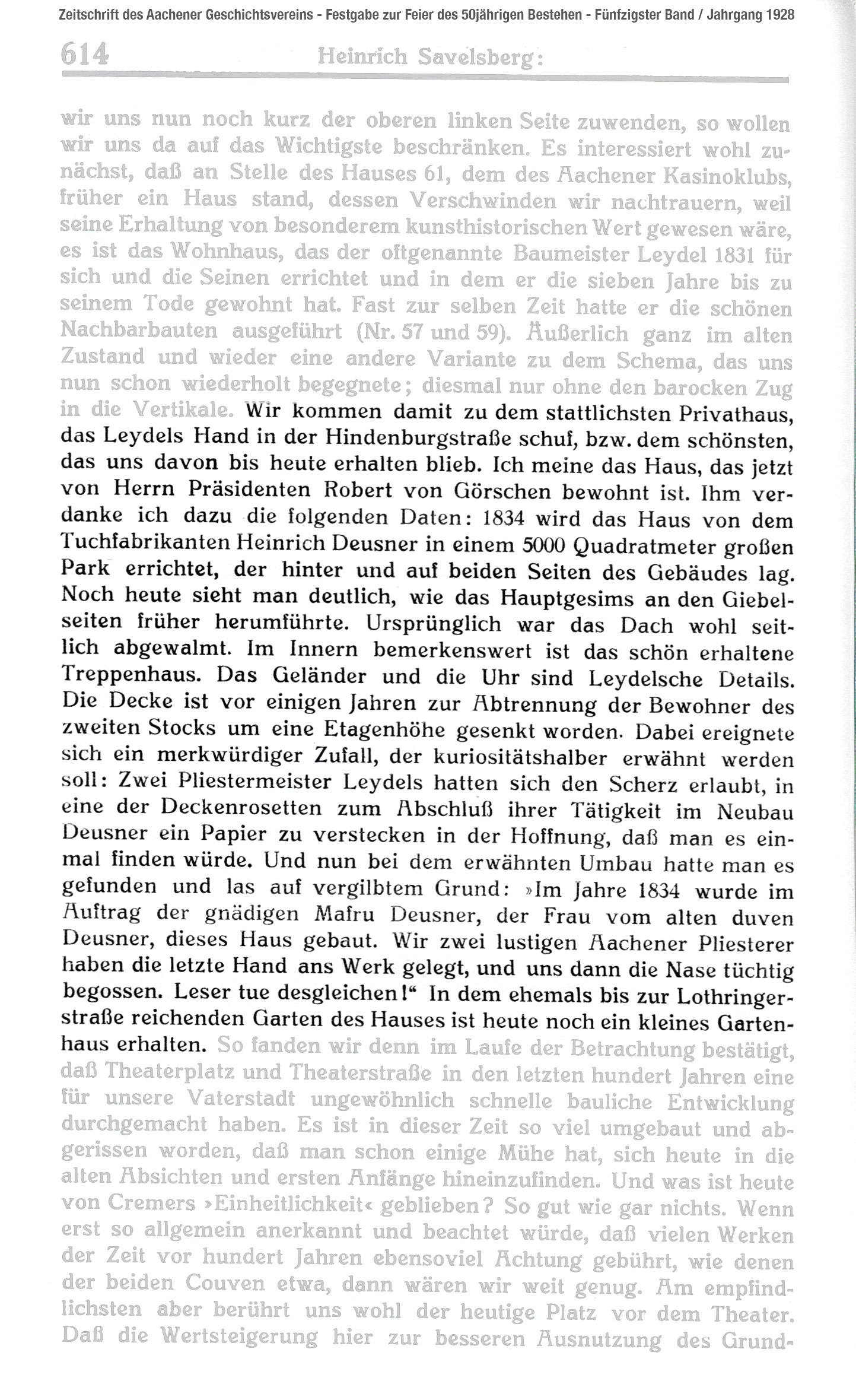
Historische Anekdote zur Erbauung des Hauses

Da die Familie Deusner ohne Kinder blieb, ging das Anwesen in der Hochstraße 67 – wie die heutige Theaterstraße damals hieß – um 1880 auf die Familie des späteren Regierungsvizepräsidenten Robert von Görschen über. Nach dessen Tod 1936 vermietete seine Witwe die Stadtvilla und zog zu ihrer Tochter nach Bad Münstereifel, während sich der Sohn Hans Wolf von Görschen in den Niederlanden niederließ. Nachdem dieser als Widerstandskämpfer Anfang 1945 hingerichtet worden war und seine Mutter wenige Monate zuvor ebenfalls verstorben war, wurde das relativ unversehrt gebliebene Haus nach dem Zweiten Weltkrieg von Robert von Görschens einziger Tochter nur notdürftig repariert und schließlich zum Verkauf angeboten.
Der Wuppertaler Industriellensohn Teo Matthéy, der sich bereits um 1925 als Textilkaufmann in Aachen niedergelassen hatte, erwarb schließlich Haus und Grundstück für seine Tuch-Großhandlung und für seine umfangreiche und kostbare Kunstsammlung. Um das Gebäude wiederherstellen und den Gartentrakt ausbauen zu können, benötigte Matthéy jedoch finanzielle Unterstützung. Daraufhin übertrug er das Grundstück an die Stadt Aachen, wobei aber Lasten, Nutzung und Besitz in seiner Hand blieben. Nach seinem Tod 1989 fiel die wertvolle Kunstsammlung ebenfalls an die Stadt Aachen, die diese in das Couven-Museum integrierte.

## Baubeschreibung

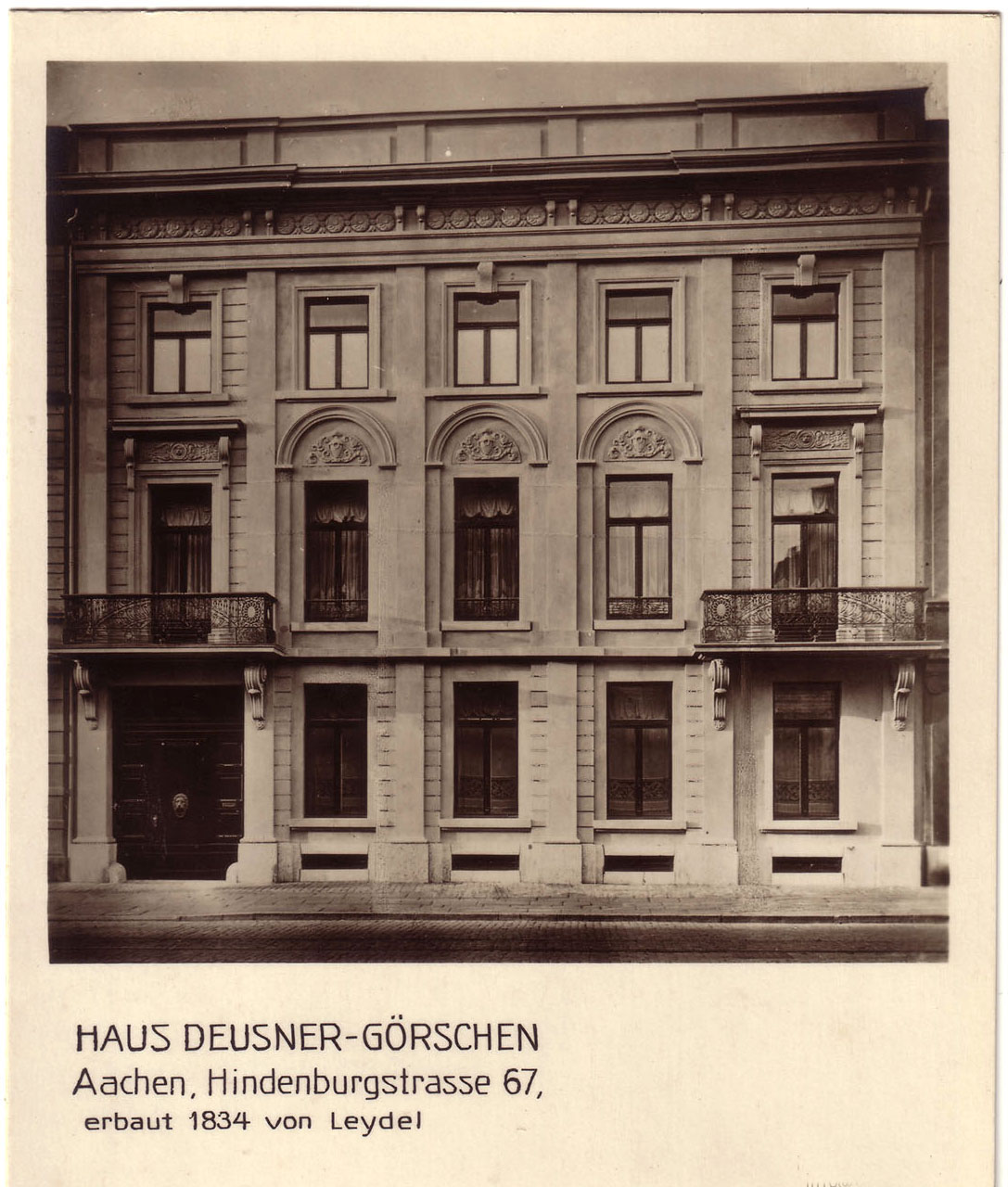
Haus Deusner-Görschen um 1900

Bei dem ursprünglichen Haus handelt sich um ein dreigeschossiges fünfachsiges Gebäude mit Pilaster-Unterteilung. Das Haus mit historistischer Putzfassade ist traufständig. Der obere Abschluss weist eine Balustrade und ein heutiges Satteldach auf. Da Leydel bei seinen Dachkonstruktionen Dachbinder verwendete, ist auch hier diese Form ursprünglich zu vermuten. Leydel setzte einachsige Seitenrisalite, die er mit Balkonen, Eisengittern und neomanieristischen Formen schmückte. Die Toreinfahrt befindet sich im linken Seitenrisalit. Das quergerichtete Blend-Quadermauerwerk der Mauer zwischen den Fenstern des Sockelgeschosses geht in die Seitenrisalite über.
Die Beletage wird außer den schmiedeeisernen Gittern und neomanieristischen Fensterbekrönungen in den Seitenrisaliten mit Reliefs in den Bögen über den Fenstern der drei Mittelachsen dekoriert. Das Monogramm M (für Matthéy) in dem Gitterornament lässt vermuten, dass sie nicht ursprünglich sind. Die drei Keilsteine der dritten Etage betonen die Mittelachse und die beiden Seiten.

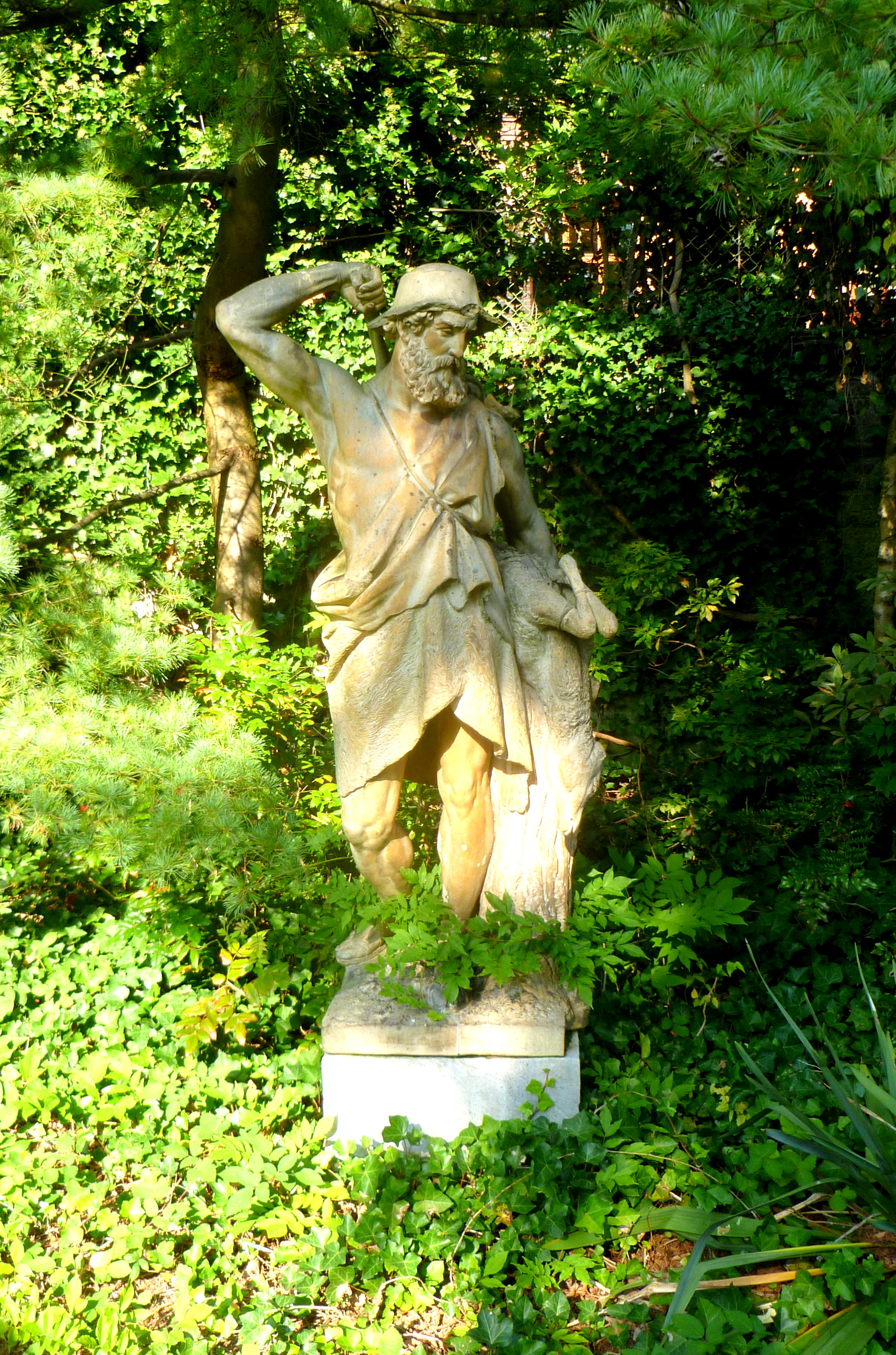
Gartenskulptur im Haus Matthéy

Die Fassade von Haus 67, die Leydel nach dem Vorbild des 70 Jahre früheren, 1760–1764 von Ange-Jacques Gabriel erbauten Petit Trianon gestaltete, ist nach den Zerstörungen im Zweiten Weltkrieg weitestgehend erhalten geblieben. Leydel hatte die Anzahl der Geschosse, der Achsen, die Pilasterunterteilung ohne Kapitelle, die niedrigeren Fenster der zweiten Etage und die Dach-Balustrade im Stile des Petit Trianon übernommen. Den Bereich unter dem Gesims schmückte er mit einem reich dekorierten Fries.
Um 1967 erfolgte ein weiterer Ausbau, bei dem von Haus Theaterstraße 106 das eiserne Treppengitter als Spolie eingesetzt wurde. Es schmückt ein aufsteigend ovales Treppenauge.
In dem circa 1200 m² großen Garten des Hauses Matthéy befindet sich derzeit eine lebensgroße Skulptur auf einem Sockel. Der Bärtige ist mit einem Schurz aus Tierfell bekleidet und hält ein geschlachtetes Schaf unter seinem linken Arm. Das ursprünglich 5000 m² große Grundstück wurde zwischenzeitlich von der Stadt geteilt und von Seiten der Lothringer Straße mit einem Schulgebäude bebaut. Heute hat das Berufskolleg für Wirtschaft und Verwaltung hier seinen Sitz.
Im Jahr 1977 wurde das Haus Theaterstraße 67 vom Landeskonservator in das Denkmälerverzeichnis Rheinland aufgenommen.